# Lijst van Stolpersteine in Olst-Wijhe
De lijst van Stolpersteine in Olst-Wijhe geeft een overzicht van de gedenkstenen die in de gemeente Olst-Wijhe in de Nederlandse provncie Overijssel zijn geplaatst in het kader van het Stolpersteine-project van de Duitse beeldhouwer-kunstenaar Gunter Demnig.
Stolpersteine zijn opgedragen aan slachtoffers van het nationaalsocialisme, al diegenen die zijn vervolgd, gedeporteerd, vermoord, gedwongen te emigreren of tot zelfmoord gedreven door het nazi-regime. Demnig legt voor elk slachtoffer een aparte steen, meestal voor de laatste zelfgekozen woning.
Omdat het Stolpersteine-project doorloopt, kan deze lijst onvolledig zijn.

## Stolpersteine
In de gemeente Olst-Wijhe liggen vier Stolpersteine in Wijhe.

### Wijhe
In Wijhe liggen vier Stolpersteine op een adres.
| Afbeelding | Inscriptie                                                                              | Adres       | Herdachte persoon               |
| ---------- | --------------------------------------------------------------------------------------- | ----------- | ------------------------------- |
|            | HIER WOONDE ANNA SOPHIE AUSSEN GEB. 1924 GEDEPORTEERD 1943 VERMOORD 17-9-1943 AUSCHWITZ | Havenpad 22 | Anna Sophie Aussen (1924–1943)  |
|            | HIER WOONDE HERTA AUSSEN GEB. 1926 GEDEPORTEERD 1943 VERMOORD 17-9-1943 AUSCHWITZ       | Havenpad 22 | Herta Aussen (1926–1943)        |
|            | HIER WOONDE JAKOB AUSSEN GEB. 1894 GEDEPORTEERD 1943 VERMOORD 17-9-1943 AUSCHWITZ       | Havenpad 22 | Jakob Aussen (1894–1943)        |
|            | HIER WOONDE KLARA AUSSEN-WINTER GEB. 1895 GEDEPORTEERD 1943 BEZWEKEN 2-3-1945 AUSCHWITZ | Havenpad 22 | Klara Aussen-Winter (1895–1945) |

## Data van plaatsingen
- 7 november 2019: Wijhe, vier Stolpersteine op Havenpad 22